# Norbert Kalucza
Norbert Kalucza (ur. 4 grudnia 1986) − węgierski bokser, reprezentant Węgier w kategorii muszej na Letnich Igrzyskach Olimpijskich 2008 w Pekinie, zdobywca brązowego medalu na Mistrzostwach Unii Europejskiej 2006 w Peczu oraz na Mistrzostwach Unii Europejskiej 2009 w Odense, mistrz Węgier w roku 2005, 2006, 2010, 2012 oraz w roku 2013

## Letnie Igrzyska Olimpijskie 2008
Na Letnie Igrzyska Olimpijskie 2008 w Pekinie zakwalifikował się wygrywając turniej kwalifikacyjny dla Europy, który odbył się w Pescarze. Na igrzyskach wystartował w kategorii muszej, przechodząc bez walki do 1/8 finału. W 1/8 finału przegrał na punkty z Portorykańczykiem McWilliamsem Arroyo. W klasyfikacji końcowej zajął 9. miejsce w swojej kategorii wagowej.